# Toro (Orense)
Toro (llamada oficialmente San Lourenzo de Toro) es una parroquia y un lugar del municipio español de Laza, en la provincia de Orense, Galicia.

## Toponimia
La parroquia también es conocida por el nombre de San Lorenzo de Toro.

## Organización territorial
La parroquia está formada por una entidad de población:
- Toro

## Demografía
Gráfica demográfica del lugar y parroquia de Toro según el INE español:
| Gráfica de evolución demográfica de Toro entre 2000 y 2022 |
|                                                            |
| Datos según el nomenclátor publicado por el INE.           |